# Askar Akajev
Askar Akajevič Akajev (* 10. listopadu 1944 v obci Voroncovka, nyní Kyzyl-Bajrak, v Keminském okrese Čujské oblasti, nyní Kyrgyzstán) je bývalý prezident Kyrgyzstánu od vyhlášení jeho nezávislosti až do roku 2005. Původním povoláním byl fyzik, absolvent Leningradského institutu přesné mechaniky a optiky, vědec a vysokoškolský profesor. Od roku 1984 byl členem kyrgyzské akademie a v letech 1989 až 1990 prezidentem Akademie věd Kyrgyzské SSR. Publikoval kolem 150 vědeckých prací a zaregistroval sedm vynálezů.
Po rozpadu SSSR v roce 1991 prohlásil Kyrgyzskou republiku za nezávislou. Při prvních prezidentských volbách 12. října 1991 byl zvolen prezidentem a v následujících 24. prosince 1995 byl zvolen opětovně. Relativně liberální a přesto velmi kontroverzní politik. V roce 2005 byla během tzv. Tulipánové revoluce jeho vláda svržena a on nucen odstoupit ze své funkce. Po převratu našel azyl v Ruské federaci, od roku 2006 je zahraničním členem Ruské akademie věd a působí jako pedagog na Moskevské státní univerzitě a v dalších vědeckých institucích.

## Vyznamenání
- Řád čestného odznaku – Sovětský svaz, 1981
- Puškinova medaile – Rusko, 23. srpna 1999 – za velký přínos k zachování a šíření ruského kulturního dědictví v Kyrgyzstánu[1]
- Řád přátelství I. třídy – Kazachstán, 10. prosince 2001[2]
- Řád bílého dvojkříže I. třídy – Slovensko, 2003[3]